# 团结湖公园

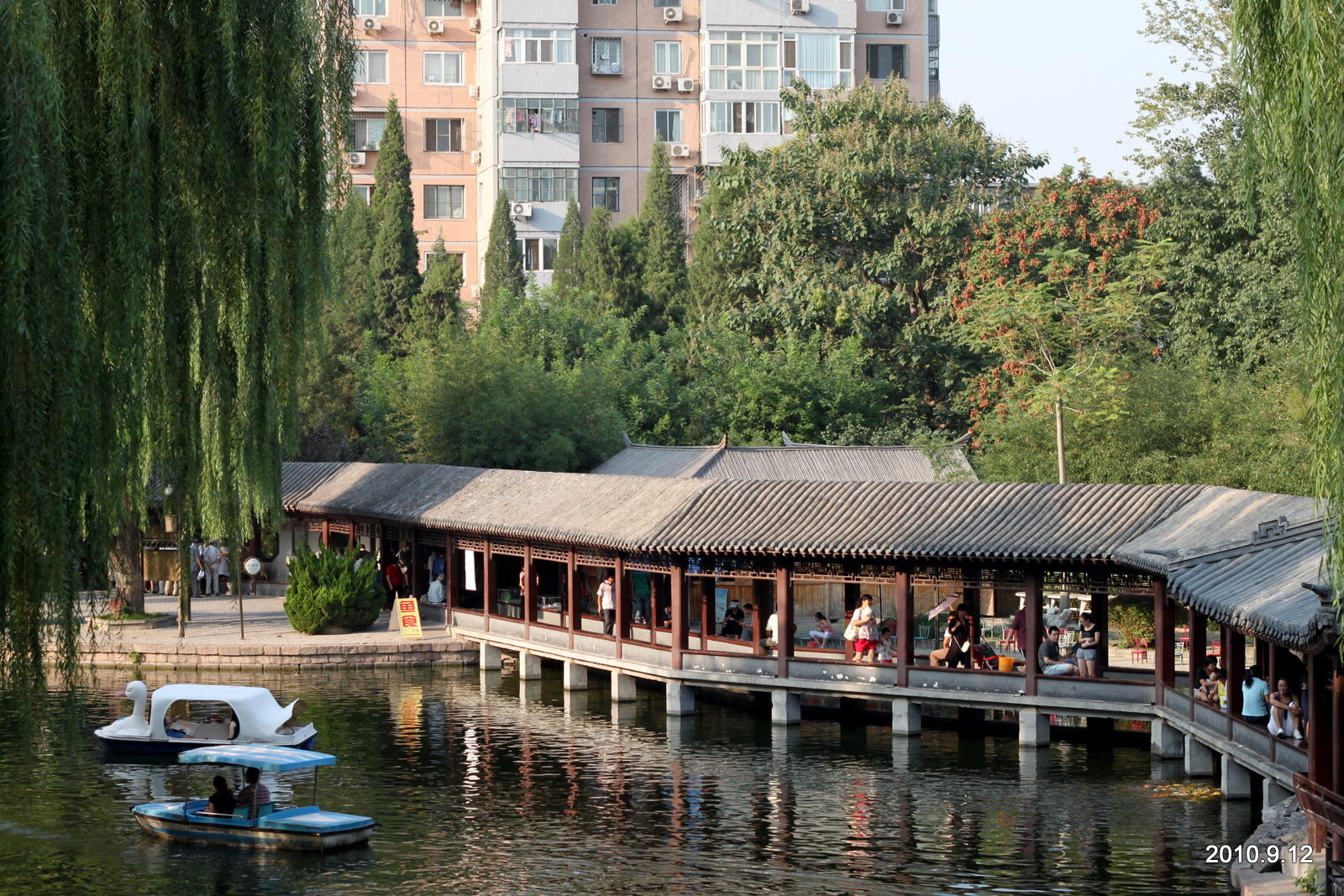
团结湖公园内的半壁长廊

团结湖公园，位于北京市朝阳区团结湖南里16号，是朝阳区区属公园。

## 简介
团结湖公园地处北京东三环路东侧，团结湖路西侧。占地面积13.8公顷，其中水面4.6公顷。1950年代以前，此处是一片窑坑。1958年在窑坑的基础上挖出了环形的湖。因为此湖是朝阳区人民政府发动工、农、商、学、兵义务劳动改造建成，故得名“团结湖”。1974年将其西部开辟成绿地。1981年决定筹建团结湖公园。1986年9月26日，团结湖公园建成并开放。公园建筑既有中国北方的浑厚，又有江南民居的风格。该公园先后被评为北京市精品公园、北京市文明公园示范单位、全国绿化先进集体、国家AAA级景区。
2006年团结湖公园免费开放之后，先后有高级会所、公司进驻团结湖公园。2013年媒体报道，团结湖公园内已有6个独立的庭院或建筑被出租给高级会所、公司，不对游客开放，涉嫌违反2003年颁布的《北京市公园条例》。团结湖公园的上级管理单位朝阳区园林绿化局表示，因为团结湖公园运行维护费用需自筹，所以对外出租房屋以筹资。但因全部商业项目情况及收支都未公开，所以这种辩解遭到了当地市民的质疑。中共十八大后，随着反腐措施的实施，2013年底，中央发出了严肃整治“会所中的歪风”的要求。团结湖公园内的会所“山海楼”（原开在紧邻公园东门北侧的房屋内）等也被关闭。

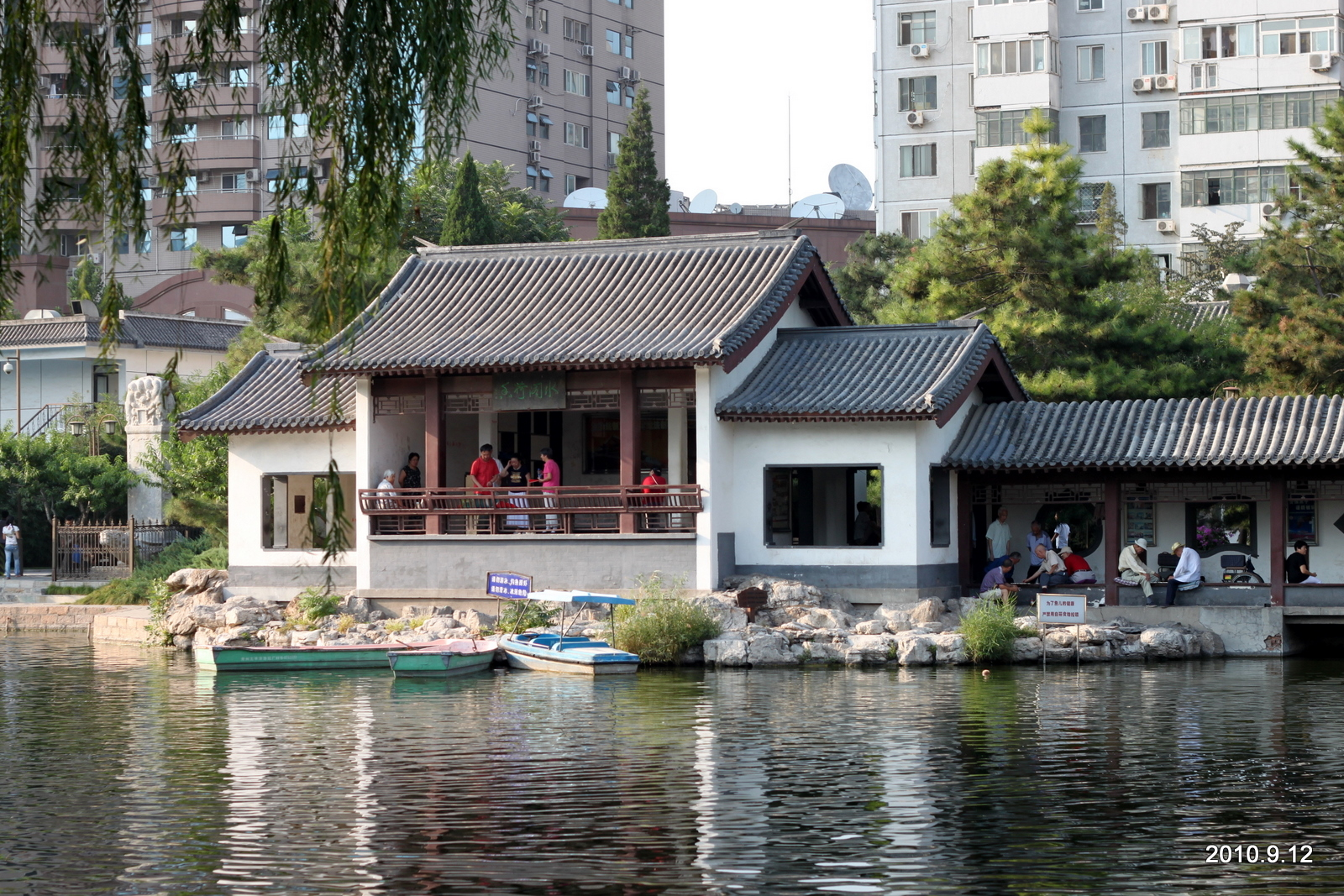
水阁荷香。其西侧（图中左侧）是诰赠额公碑。

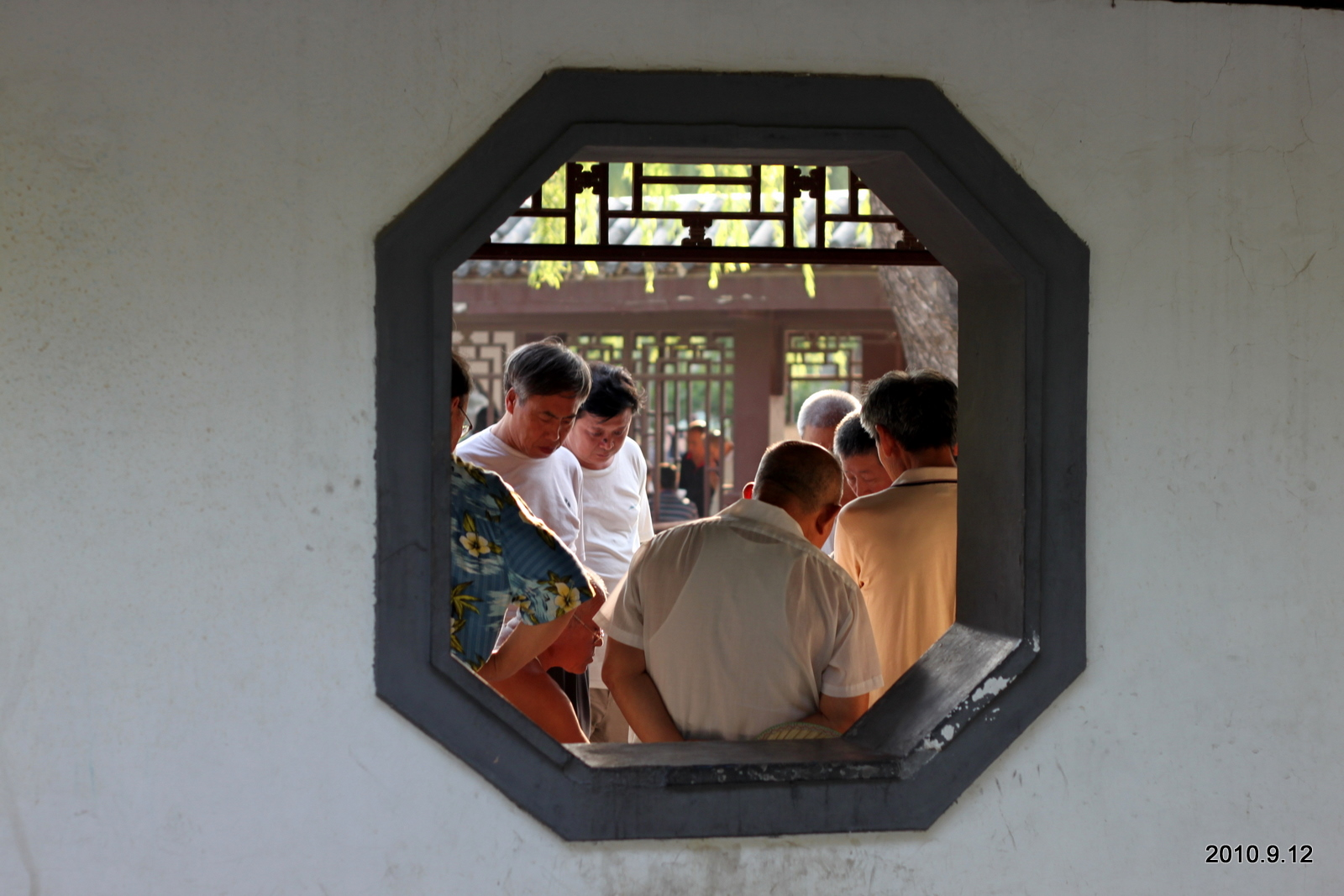
半壁长廊内，一群中老年游客正在下中国象棋。

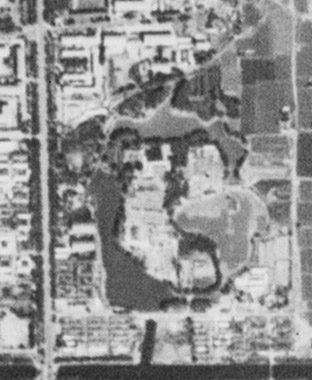
1967年今团结湖公园的卫星地图

团结湖公园的游人出入口分别是位于团结湖路的东门，以及位于东三环北路的西门。团结湖公园内，中央为一个中心岛，四面环水，有三座桥梁通到中心岛上。岛上有晚霞逸秀亭，以及壁画和石雕景观。
团结湖公园的主要景点有：
- 云山：位于东门内，正对东门，为青石假山。
- 儿童游乐设施：位于东门内以北，公园的东北角。
- 得月廊：位于环波桥东北侧，湖东岸。
- 明漪舫：位于得月廊以北，半壁长廊东端附近，是一座石舫。
- 半壁长廊：位于湖的西北岸边，为江南风格的长廊。建于1983年，全长约100米。因长廊南侧临水架于湖岸，长廊内北侧是嵌花窗的墙壁，故名“半壁长廊”。半壁长廊的西端为“水阁荷香”，是一座二层的临水小楼，悬挂着黄苗子题写的“水阁荷香”木匾额。
- 诰赠额公碑：位于水阁荷香的西侧。该碑龟趺螭首汉白玉质，碑阴、碑阳的碑额均刻篆书满文、汉文“诰赠”，碑阳首题“皇清诰赠光禄大夫经筵讲官议政大臣吏部尚书兼佐领加三级额公之碑”，康熙四十八年（1709年）十二月初八日立。康熙四十八年（1709年），大臣玛尔汉（马尔汉）因老病乞求退休，获康熙帝恩准，不久，其先父额公被康熙帝追封“光禄大夫经筵讲官议政大臣吏部尚书兼佐领加三级”。同年农历十二月初八日，玛尔汉立此碑于朝阳门外小庄村额公墓前。康熙五十七年（1718年）玛尔汉卒，亦葬于小庄村。1980年代中期，朝阳区文物管理所将散落在小庄村的诰赠额公碑迁至团结湖公园。1986年被北京市朝阳区人民政府公布为“北京市朝阳区登记文物保护单位”。2012年被列为北京市朝阳区普查登记文物。
- 静香亭：位于北部环湖路上。
- 环波桥：位于云山西侧，通向中心岛。
- 晚霞逸秀亭：位于中心岛西边的小山上。
- 露天舞场：位于中心岛的中心。
- 览翠轩：位于北部环湖路以北。
- 流水照壁：位于西门内，正对西门。照壁前方有流水假山。
- 接秀桥：位于西门内，通向中心岛。
- 引胜桥：位于南门内，通向中心岛。

## 交通
- 呼家楼站，北京地铁6号线、10号线